# Église Saint-Dominique de Québec
L'église Saint-Dominique de Québec est une église catholique construite à Québec entre 1929 et 1930 pour les Dominicains présents dans la ville depuis 1906, mais le projet d'église paroissiale est établi dès 1925.
L'église est située sur la Grande Allée. Elle est classée immeuble patrimonial en 2014.

## Contexte
Les Dominicains s'installent à Québec en 1906 et s’installent près de la tour Martello no 2. En 1908, ils déménagent sur l'emplacement actuel de l'église, sur la Grande Allée, et débutent la construction d'un monastère et d'une chapelle.

## Historique

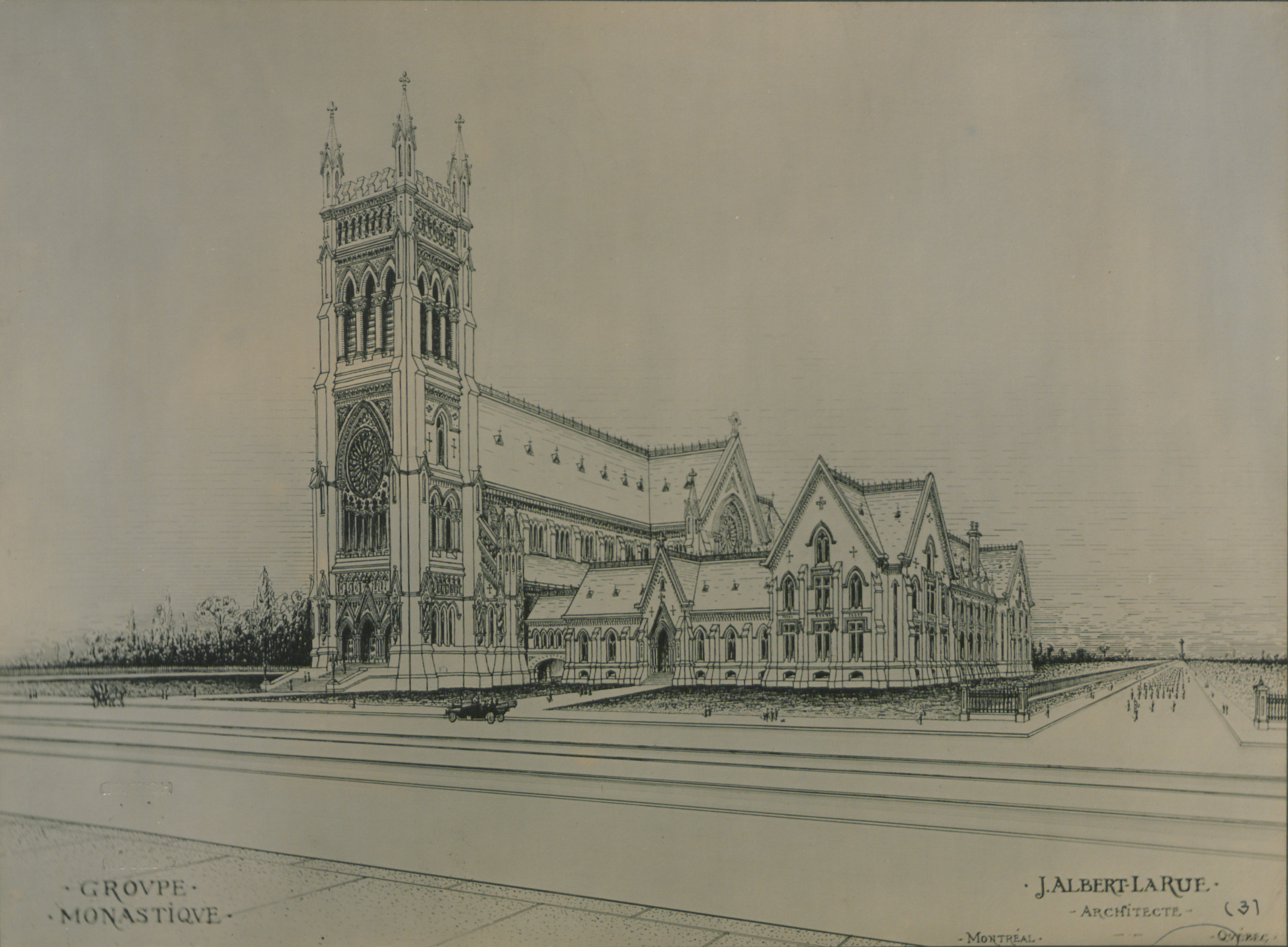
Plans de l'architecte Joseph Albert LaRue réalisés en 1918.

### Projet d'église paroissiale
Le projet de construction d'une église paroissiale est initié en 1925 en remplacement d'une chapelle dominicaine. Les plans sont conçus par l'architecte Joseph-Albert LaRue, qui conçoit le bâtiment dans un style néogothique anglais. La première messe sera célébrée le 25 décembre 1930.

### Transformation de la chapelle dominicaine
En 1924, la chapelle-monastère initiale est reconvertie en un simple monastère et le couvent dominicain s'y installe le 8 août 1934. Le 1er janvier 1939, un incendie détruit une partie du couvent.
Jusqu'en 2010, elle est l'église conventuelle des Dominicains de Québec. En 2011, le couvent rattaché à l'église est démoli pour faire place au pavillon Pierre-Lassonde du Musée national des beaux-arts du Québec.

### L'église conventuelle devient paroissiale
En 2016, l'église est rattachée à la paroisse Saint-Jean-Baptiste. Témoin de la présence des Dominicains à Québec, elle est classée immeuble patrimonial le 13 novembre 2014.

## Description
L'église est construite selon un plan de croix latine. Elle est surmontée d'une charpente de bois apparente au plafond de la nef pour former un toit à deux versants couverts de cuivre.
En 1940, à la demande de l’architecte Larue, la sculpture et l’ornementation sont confiés à un seul artiste, Lauréat Vallière, afin de préserver l’unité. Vallière, avec l'aide de son fils Robert, termine l’intérieur de l’église en 1953, après quatorze ans de travail. La décoration de l’église est faite en pierre et en chêne blanc et elle est composée de plus de 500 personnages sculptés et constitue ainsi l'un des plus grands ensembles sculptés du Québec.
Les 40 vitraux ont été conçus par Théo Hanssen. La partie haute des murs du baptistère est ornée de mosaïques créées par Walter Del Mistro.

## Galerie

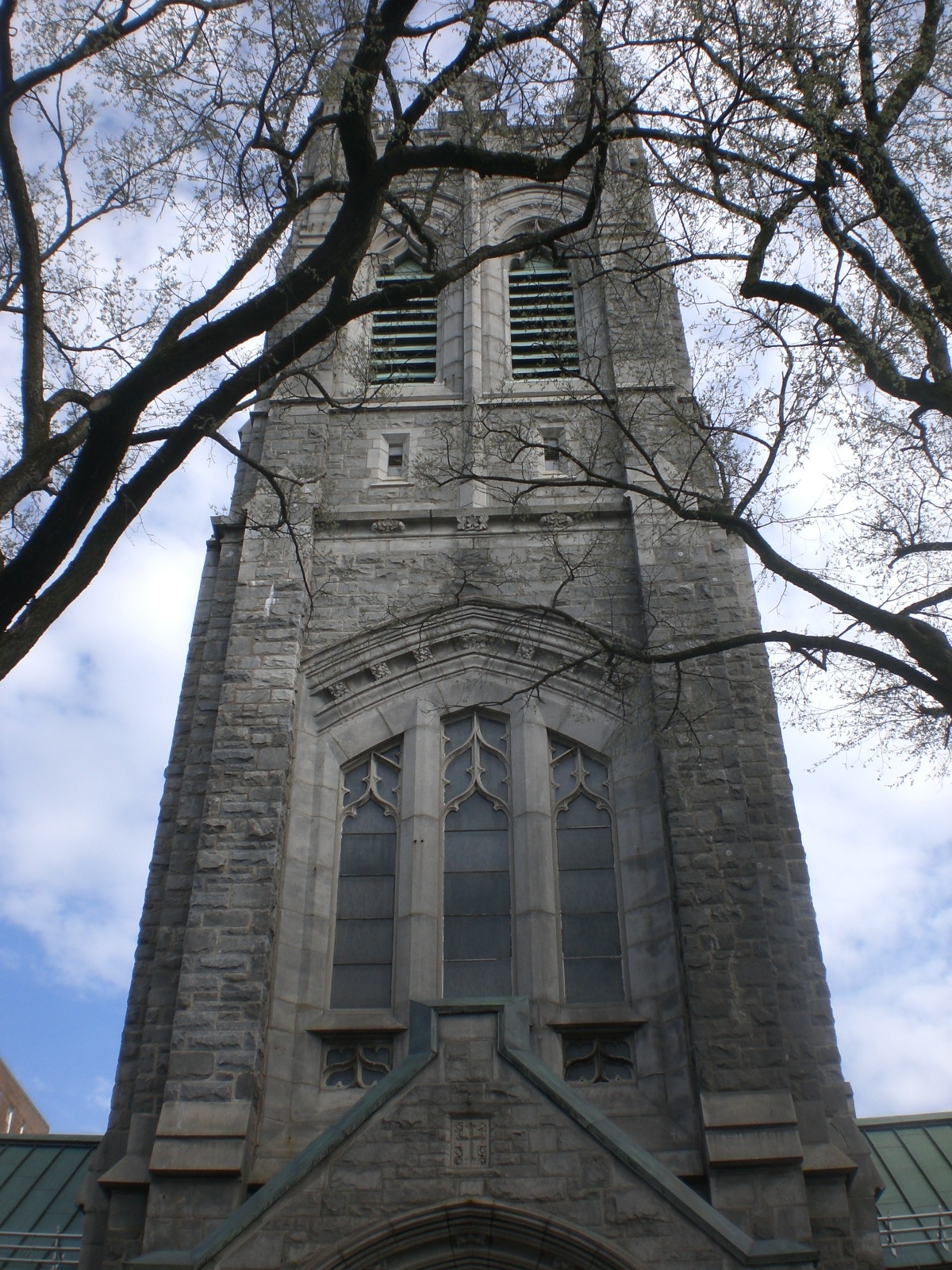
Tour de l'église
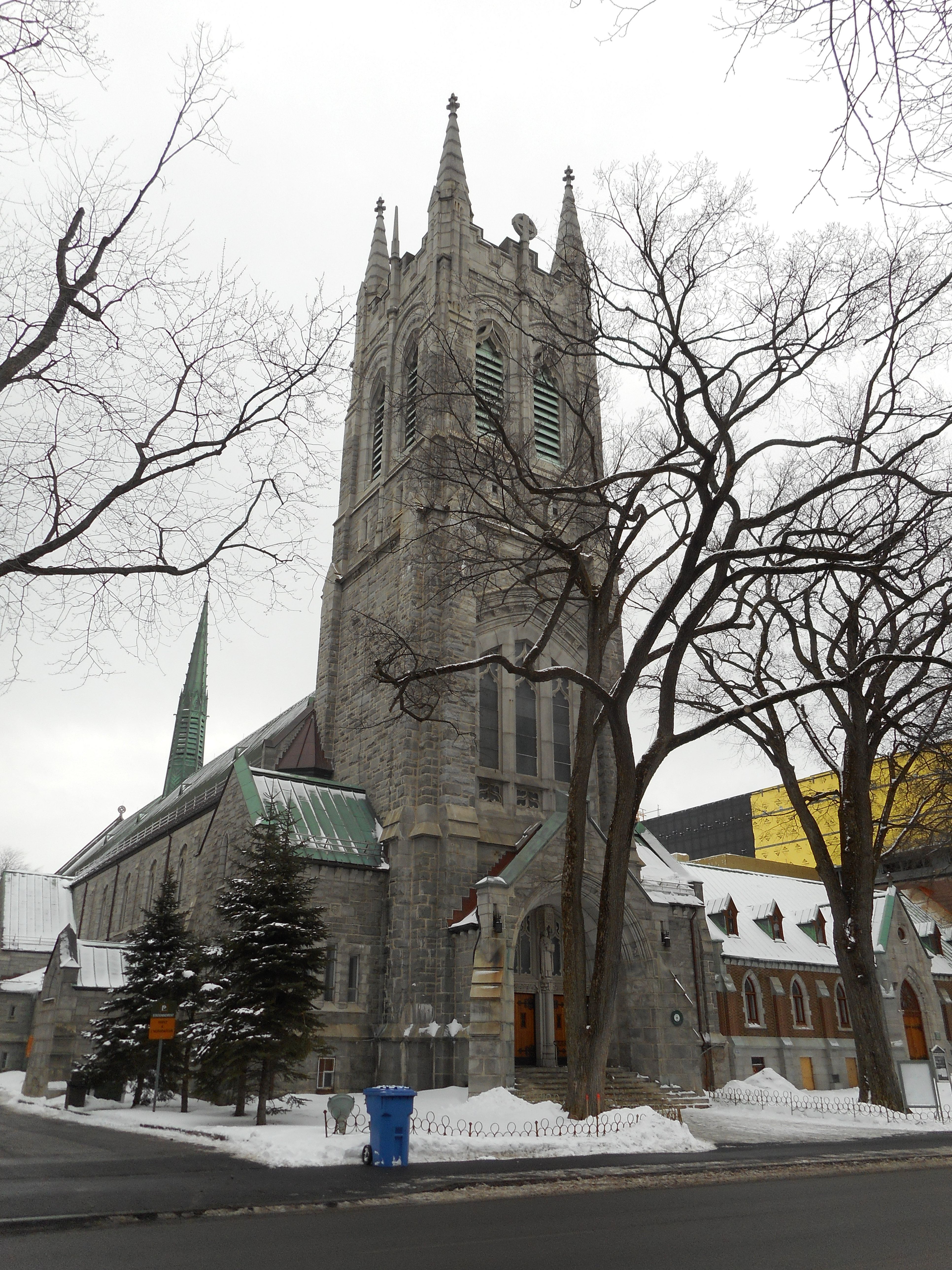
Extérieur
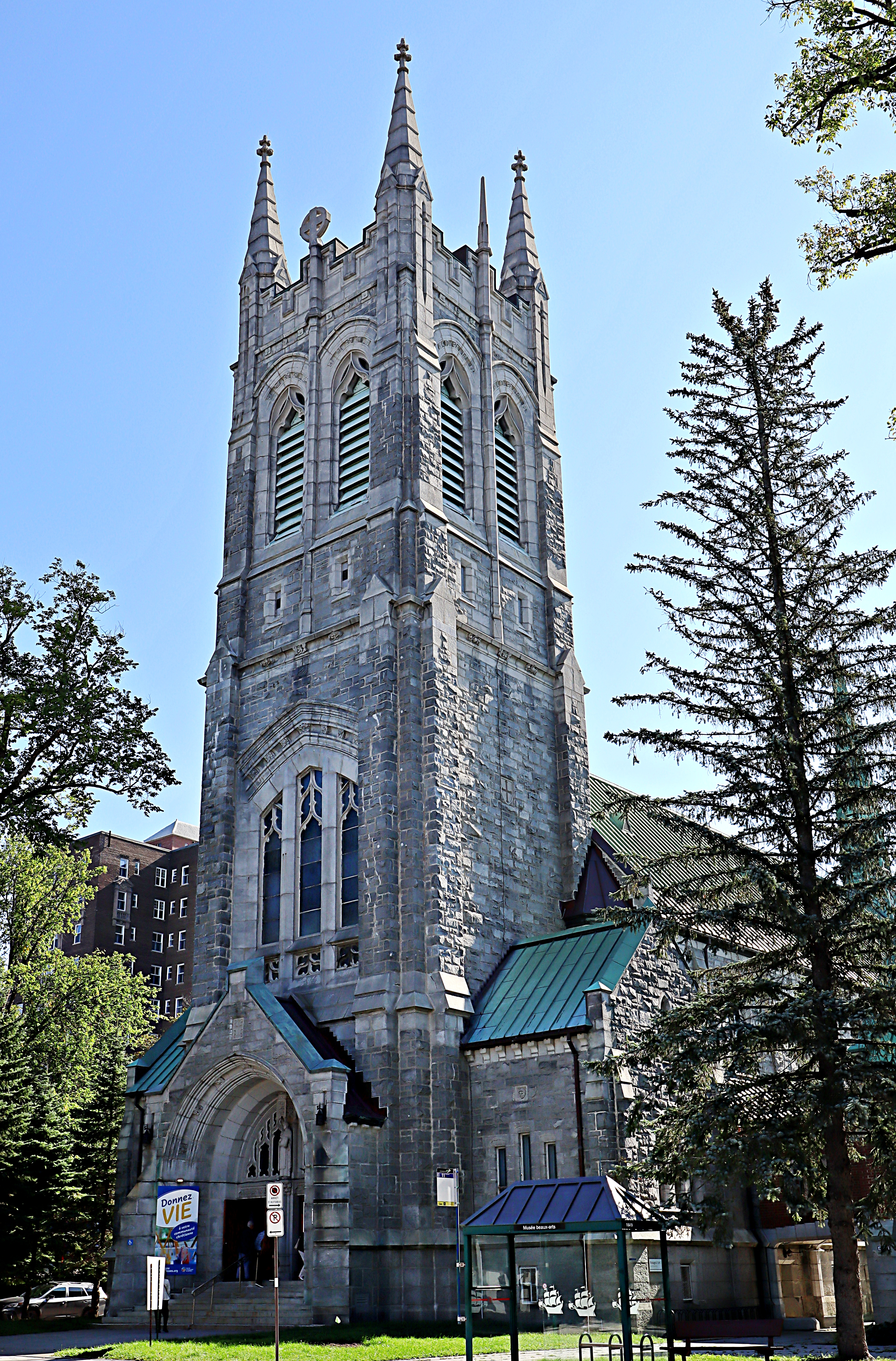
Extérieur
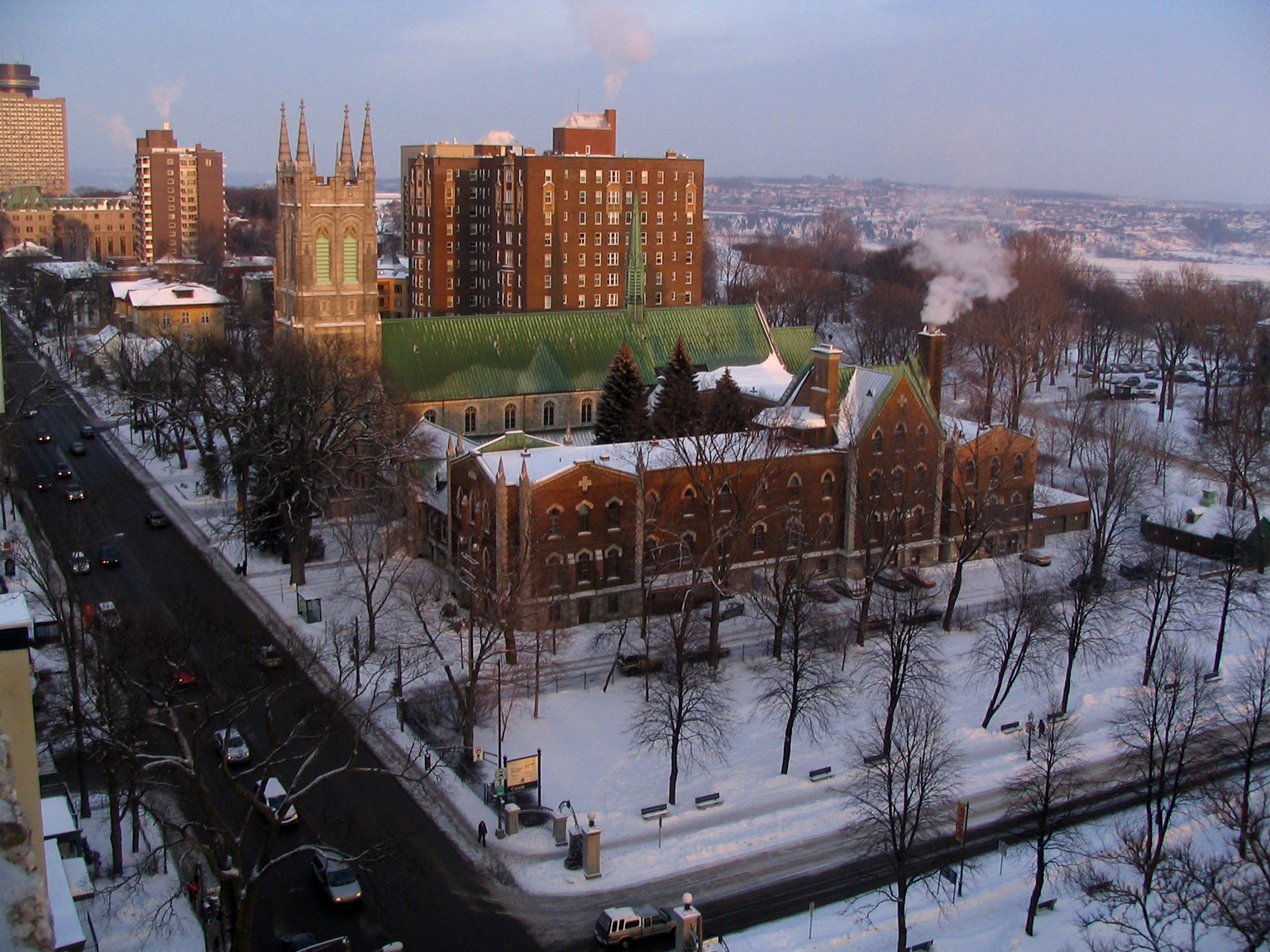
En 2007
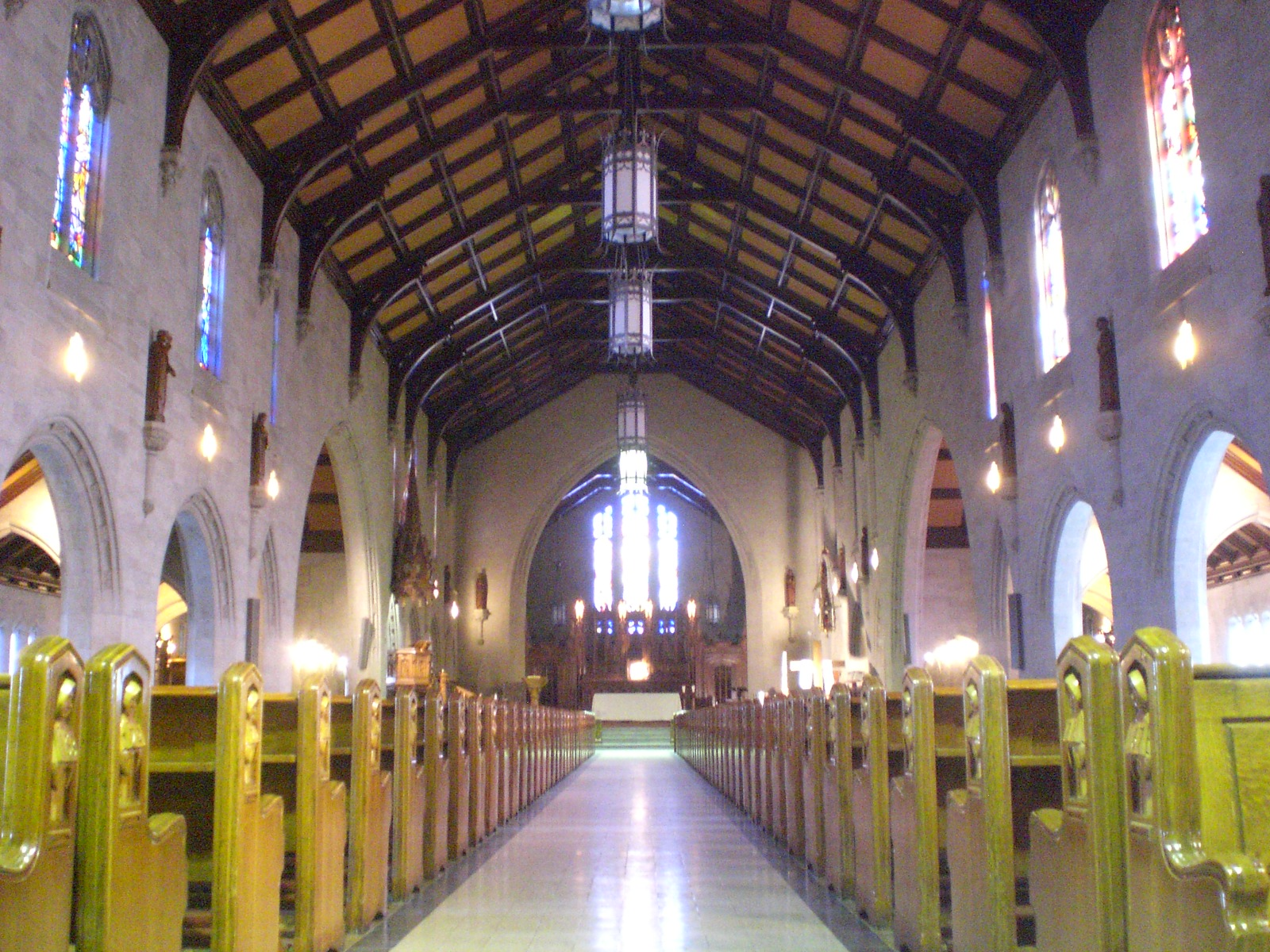
Intérieur
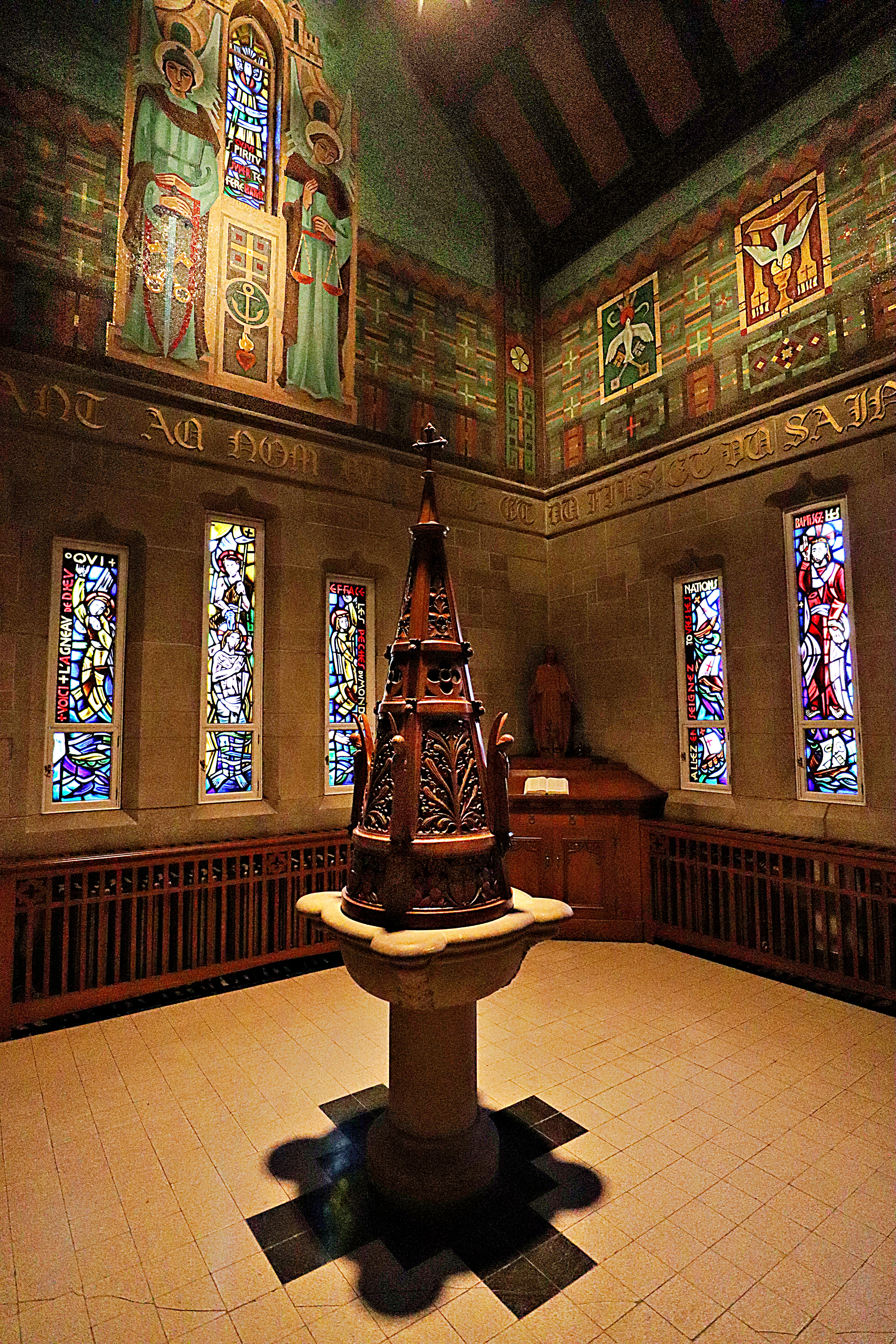
Baptistère